# کامبوج انگکور ایر
کامبوج انگکور ایر (به انگلیسی: Cambodia Angkor Air) یک شرکت هواپیمایی با کد یاتا K6 است. دفتر مرکزی کامبوج انگکور ایر در پنوم‌پن، کامبوج واقع شده‌است و قطب این شرکت هواپیمایی در فرودگاه بین‌المللی پنوم‌پن قرار دارد و به ۱۴ مقصد، پرواز مستقیم انجام می‌دهد.